# Langschwanzhabicht
Der Langschwanzhabicht (Urotriorchis macrourus, Synonym: Astur macrourus) ist ein Greifvogel aus der Familie der Habichtartigen (Accipitridae). Das Verbreitungsgebiet des Langschwanzhabichts liegt im nördlichen und mittleren Kongobecken, im nordwestlichen Angola, in Gabun, im Süden von Kamerun, Nigeria, Ghana und der Elfenbeinküste, in Liberia und im äußersten Osten von Sierra Leone. Außerdem gibt es Vorkommen in kleinen Gebieten im Südsudan und in Uganda.

## Beschreibung
Der Langschwanzhabicht erreicht eine Länge von 56 bis 70 Zentimeter und eine Flügelspannweite von und 81 bis 94 Zentimeter. Wie bei vielen Habichtartigen ist das Weibchen größer als das Männchen, im Durchschnitt um etwa 6 %. Der Kopf ist relativ klein, die Flügel sind Kurz und der Schwanz ist lang. Er ist abgestuft befiedert und auf der dunklen Oberseite befinden sich vier weiße Querbalken. Es gibt zwei Farbmorphen, eine graue mit rötlichem Bauch- und Brustgefieder und eine völlig schwärzlich gefärbte. Die Iris adulter Exemplare ist gelb oder orange, die der Jungvögel ist braun. Auch die Beine sind gelb. Jungvögel haben einen kürzeren Schwanz, dieser hat die volle Länge erst mit einem Alter von 15 Monaten. Außerdem ist die Bauchseite der Jungvögel unterschiedlich gezeichnet, manchmal mit großen Flecken gemustert und manchmal ungemustert.

## Lebensraum und Lebensweise

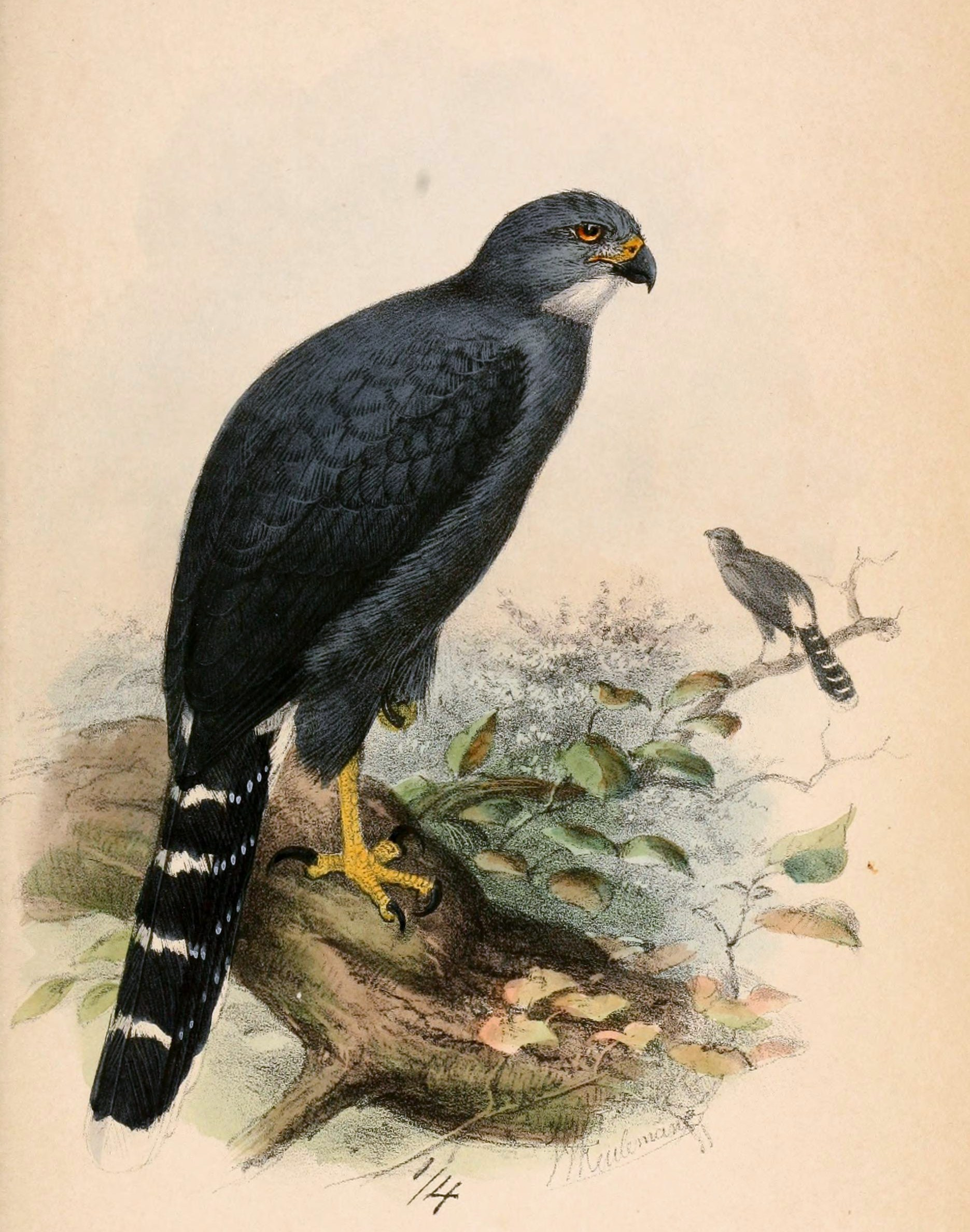
Langschwanzhabicht (schwärzliche Morphe)

Der Langschwanzhabicht ist ein Standvogel und kommt vor allem in tropischen Tieflandregenwäldern vom Meeresspiegelhöhe bis in Höhen von 900 Metern vor. Seltener wird er Sekundärwäldern, Galeriewäldern, mit Palmen der Gattung Raphia bestandenen Sumpfwäldern und in Savannen mit eingestreuten kleinen Mosaikwäldern gesehen. Er lebt verborgen und wird häufiger durch seine Rufe identifiziert als gesehen. Langschwanzhabichte ernähren sich vor allem von Kleinsäugern, z. B. von Hörnchen und anderen Nagern, und von Fledertieren. Außerdem werden Vögel gefangen, wobei der lange Schwanz die nötige Wendigkeit verleiht, um diese zwischen Ästen der Bäume zu verfolgen. Insgesamt jagt der Langschwanzhabicht eher in Unterholzhöhe oder in Bodennähe als zwischen den Baumgipfeln. Beide Geschlechter geben ein leises „klee-klee-klee-klee-klee-klee“ sowie einen langen, hohen Schrei von sich, der zweimal kurz hintereinander wiederholt wird. In der Regel sind Lautäußerungen jedoch selten. Das Brut- und Fortpflanzungsverhalten ist nur wenig bekannt. In Kamerun brüten die Vögel wahrscheinlich während der Regenzeit. In der Elfenbeinküste gefundenen Nester befanden sich in einer Höhe von 20 bis 25 bzw. 35 Meter über dem Boden und bestanden aus Ästen und Zweigen. Sie wurden von beiden Geschlechtern gebaut und hatten einen Durchmesser von etwa 40 bis 70 Zentimeter.

## Systematik
Der Langschwanzhabicht wurde 1855 durch den deutschen Ornithologen Gustav Hartlaub als Astur macrourus erstmals wissenschaftlich beschrieben und 1874 durch den englischen Zoologen Richard Bowdler Sharpe in die monotypische Gattung Urotriorchis gestellt. Innerhalb der Familie der gehört er zur Unterfamilie Accipitrinae und bildet dort mit den drei Arten der Singhabichte (Melierax) und dem Gabarhabicht (Micronisus gabar) die Tribus Melieraxini.

## Gefährdung
Nach Angaben der IUCN ist der Bestand des Langschwanzhabicht vor allem aufgrund des sehr großen Verbreitungsgebietes ungefährdet. Durch die fortschreitenden Zerstörung der Tropenwälder gehen die Bestände jedoch zurück.